# 田中孝博
田中 孝博（たなか たかひろ、1961年6月7日 - ）は、日本の政治家、実業家、俳優。元愛知県議会議員（2期）。
2020年の大村秀章知事リコール運動（愛知県知事リコール署名偽造事件）において、署名活動団体の事務局長を務めた。

## 経歴
愛知県中島郡平和町（現・稲沢市平和町）生まれ。「江﨑真澄さんや海部俊樹さんの地盤だから（政治に対する）憧れがあった」という田中は小学5年生のときに児童会長を、中学2年のときに生徒会長を務める。
愛知学院大学卒業後、コーヒー製造会社のウエシマ（現・ウエシマコーヒーフーズ）に就職。直営喫茶店で店長を務めた。
1989年、田中は名古屋市中区栄にあるうどん屋で店長をしていた。休憩時間に立ち寄ったパチンコ店で、うどん屋の客だった名古屋市会議員の渡辺昭に「一緒にやらんか」と声をかけられ、渡辺の秘書となる。
1993年7月の衆院選に青木宏之県議（名古屋市守山区選出）が立候補し初当選。1年間、青木の秘書を務める。
1995年の愛知県議会議員選挙に、青木の後継として新進党公認で立候補し、初当選した。1999年、無所属で再選。
2003年、2007年と連続して落選。
2011年2月6日、愛知県知事選挙が行われ大村秀章が初当選。大村が設立した政治団体「日本一愛知の会」は同年4月の県議選に向け候補者擁立に動く。旧海部郡選挙区（定数3）はこの年の選挙から「愛西市選挙区」（定数1）、「弥富市選挙区」（定数1）、新「海部郡選挙区」（定数2）に分割されるが、弥富市選挙区においては自民党は同市土地改良区職員の安藤正明を公認した。同年2月末、日本一愛知の会と弥富市議の大原功は協議し、田中を立てることを決定。田中は元弥富町長で当時市議だった佐藤博に相談。佐藤は支援を請け合い、田中の立候補が正式に決まった。4月10日、投開票。田中は安藤に大差で敗れた。
2012年、俳優業に挑戦。麗タレントプロモーションに所属し、テレビドラマや映画にエキストラで出演した。秋田児童連続殺害事件をテーマにしたテレビ番組では再現ドラマで警官に扮し、遺族の質問を「捜査上のことなので何も言えない」とはねつけるシーンを演じた。また、同年に放送された『ダウンタウンのガキの使いやあらへんで!!』の企画「ココリコ田中 破天荒シリーズ」においてもココリコ・田中直樹率いる「田中会」のメンバーとして名を連ねていた。

### 愛知県知事リコール署名偽造事件
2019年、名古屋市長の河村たかしに拾われる。4月の県議選に名古屋市名東区選挙区から減税日本公認・日本維新の会県総支部推薦で立候補したが、次点で落選。 「河村市長の減税日本で公認をもらった時は、どたんばだったが、9千票くらい獲得した。やっぱり河村市長の人気なんだろうな、田中の信用なんてないわけだから」と田中はのちに振り返っている。
同年9月22日の稲沢市議会議員選挙に長男の田中一輝が減税日本公認・日本維新の会推薦を受けて立候補するも落選。長男の選挙を通じて、田中は日本維新の会所属の常滑市議会議員の山田豪と知り合う。
同年10月8日、あいちトリエンナーレ2019において、中止されていた企画展「表現の不自由展・その後」が再開される。河村はこれに対し即刻抗議。同日、河村によって愛知芸術文化センター前と愛知県庁前で行われたデモ集会に、田中は減税日本の市議や愛知維新の会の元幹部、右翼団体「愛国倶楽部」のメンバーらとともに参加。「陛下への侮辱を許すのか！」と書かれたプラカードを手に座り込みなどした。同年11月、鈴木宗男の紹介で整形外科医の高須克弥と知り合う。
2020年、河村は田中に「高須さん、リコールやらんかな？」と電話。河村の提案により大村知事リコール運動が始動した（東海テレビ2021年5月21日報道より）。同年6月2日、高須は政治団体「お辞め下さい大村秀章愛知県知事 愛知100万人リコールの会」（通称「愛知100万人リコールの会」）の代表となり、田中は河村の推挙により事務局長に就任した。
同年7月29日、日本維新の会は、田中を衆議院愛知5区選挙区支部長に選任した。
同年8月25日、リコールの署名活動開始。10月18日、田中の命を受けた次男と妻は、大量の白紙の署名簿を載せたワゴン車に乗り、佐賀市に向かった。10月29日、名古屋市内の公共施設に、佐賀市で作成された偽造署名のうち押印のない大量の署名が運び込まれる。田中は常滑市議の山田豪の前で五本の指に赤いインクを付け、「ミスター、こうやってやるんだ」と言いながら次々と署名簿に指印を押していった。
2021年2月1日、リコール団体が県選管に提出した署名のうち、83.2％にあたる約36万2千人分が不正なものであることが明らかとなった。2月25日、田中は愛知5区選挙区支部長を辞任し、離党した。前述の山田は署名偽造に関与した責任をとり、同年4月17日付で議員辞職した。
同年3月頃から稲沢市の自宅にほとんど戻らずに東海地方のホテルを転々としていた田中は「皆さんに迷惑をかけてしまった。最後は伊豆に行きたい」などと述べ、5月18日、ワゴン車で愛知県内のホテルを出発。かつて夫婦で訪れた河口湖畔のカフェに寄り、静岡県伊豆市八木沢の伊東園ホテル土肥に宿泊した。
そして翌19日の午前6時半頃、同ホテルで名古屋テレビ放送（テレビ朝日系列）の取材を受けている際、田中の部屋に愛知県警の捜査員が入室。田中は地方自治法違反容疑で逮捕された。同日、妻、次男、リコール団体会計管理担当者の渡辺美智代の3人も逮捕された。
同年5月26日、フジテレビの情報番組『バイキングMORE』で署名偽造事件が特集され、団体代表の高須克弥はコメントを提供。「田中容疑者は本当に涙ぐましいぐらい僕に献身的」「忠犬ハチ公みたいですから」「僕が倒れそうになると本当に体を張って僕を守ってくれます」と述べ、リコール運動時の田中の相貌を伝えた。
同年5月30日、田中に密着取材した名古屋テレビ制作のドキュメンタリー『民意 偽造』が放映される。高須は番組の中で、田中の逮捕について改めて尋ねられると、「何の関心もないですよ、署名簿がどうやって作られたか。興味はありますけれど、どうでもいいことです」と言い放った。
同年6月8日、愛知県警は田中、妻、次男、渡辺の4人を地方自治法違反の疑いで再逮捕した。6月9日、朝日新聞は田中の単独インタビュー記事を配信。田中も負けずに記者に「リコールなんかなんの興味もなかった」「リコールに関わって損した」と述べていたことが報じられた。
同年6月29日、次男とともに名古屋地方検察庁に起訴された。妻と渡辺は処分保留で釈放された。同年7月13日に名古屋地方裁判所は田中の保釈を認め、同日に保釈保証金1000万円を納付し保釈された。
9月24日に名古屋地方裁判所で初公判が開かれ、所前には早朝から38席の一般傍聴券を求めて306人が列をつくった。田中は、テレビドラマ『モンテ・クリスト伯 -華麗なる復讐-』で、無実の罪で投獄された若者役のディーン・フジオカがあごひげを伸ばしていた姿をイメージし、逮捕時からそらずにいたあごひげ姿（マスク付）で証言台に立った。田中は捜査段階で黙秘を続けており、中日新聞は裁判の長期化の可能性を報じた。
2022年3月16日、名古屋地方裁判所で田中の次男が懲役1年3月、執行猶予3年の有罪判決を言い渡された。翌17日には田中の妻ら7人が不起訴処分（起訴猶予）となった。
2024年4月19日、名古屋地方裁判所は田中に懲役2年、執行猶予4年の有罪判決を言い渡した。5月7日、判決を不服として控訴した。同年11月7日、名古屋高等裁判所は1審判決を支持し、田中側の控訴を棄却した。上告期限の同月20日、上告を断念したと明らかにした。1審判決が確定する。

## 不祥事

### 議員報酬と自宅差し押さえ
2001年7月31日、代表取締役を務める産業廃棄物収集運搬業「東海環境サービス」が2回目の不渡りを出す。田中は同社の負債約2億6千万円すべてを個人保証していたため、月額約98万円の議員報酬と自宅を差し押さえられた。

### 県への1億円不払い問題
2015年4月21日、田中は、南知多町内で温泉付き高齢者施設の開業を目指し、元弥富町長の佐藤博らと一般社団法人「報恩会」を設立。同年11月26日、愛知県は同年度末で廃止する同町の「南知多老人福祉館」（ビラ・マリーン南知多）の売却に向けた一般競争入札を実施。土地と建物合わせて8,890万円の予定価格に対し、5団体が参加し、報恩会が4億円で落札した。次点団体の入札額は2億100万円で、報恩会は約2倍の値を付けた。
報恩会は2千万円の入札保証金は納めたが、期限の2016年4月までに契約保証金4千万円から入札保証金を差し引いた残額2千万円を支払わなかった。県は同年5月に契約を解除し、違約金8千万円と合わせて計1億円を請求。2021年5月末までに遅延利息約514万円も加わった。結局、ビラ・マリーン南知多は南知多町に約7913万円で売却され、現在は津波の避難施設として使われている。
県は毎月、請求書を送っているが、田中は支払いに応じていない。田中は朝日新聞の取材に「老人ホームにする予定だったが、金融機関が融資をしてくれなかった」と説明。さらに「報恩会を解散すれば請求先がなくなるはずだ」と述べ、支払う意思がないことを示している。

## 選挙結果
| 選挙                     | 選挙区         | 所属党派       | 定数 | 得票順位 | 当落 |
| ------------------------ | -------------- | -------------- | ---- | -------- | ---- |
| 1995年愛知県議会議員選挙 | 名古屋市守山区 | 新進党         | 2    | 1/4      | 当   |
| 1999年愛知県議会議員選挙 | 名古屋市守山区 | 無所属         | 2    | 2/3      | 当   |
| 2003年愛知県議会議員選挙 | 名古屋市守山区 | 無所属         | 2    | 4/4      | 落   |
| 2007年愛知県議会議員選挙 | 名古屋市名東区 | 無所属         | 2    | 3/3      | 落   |
| 2011年愛知県議会議員選挙 | 弥富市         | 日本一愛知の会 | 1    | 2/2      | 落   |
| 2019年愛知県議会議員選挙 | 名古屋市名東区 | 減税日本       | 2    | 3/4      | 落   |